# Castell (pera)
Castell es el nombre de una variedad cultivar de pera europea Pyrus communis. Esta pera está cultivada en la colección de la Estación Experimental Aula Dei (Zaragoza). Esta pera también está cultivada en diversos viveros entre ellos algunos dedicados a conservación de árboles frutales en peligro de desaparición. Esta pera está muy difundido su cultivo en España, originaria de la Región de Murcia, donde tuvo su mejor época de cultivo comercial en la década de 1960, y actualmente en menor medida aún se encuentra.

## Sinonimia
- "Castell de verano",[9]
- "Peras de San Juan",[1]
- "Castells (San Joan)",[10]
- "Peres de San Joan".[11]

## Historia
'Castell' está considerada incluida en las variedades locales autóctonas muy antiguas, cuyo cultivo se centraba en comarcas muy definidas. Se caracterizaban por su buena adaptación a sus ecosistemas y podrían tener interés genético en virtud de su adaptación. Se encontraban diseminadas por todas las regiones fruteras españolas, aunque eran especialmente frecuentes en la España húmeda. Estas se podían clasificar en dos subgrupos: de mesa y de cocina (aunque algunas tenían aptitud mixta).
'Castell' es una variedad clasificada como de mesa, difundido su cultivo en el pasado por los viveros comerciales y cuyo cultivo en la actualidad se ha reducido a huertos familiares y jardines privados.

## Características
El peral de la variedad 'Castell' tiene un vigor medio; florece a inicios de mayo; tubo del cáliz pequeño, en embudo cónico con conducto en medio, y los estambres convergentes.
La variedad de pera 'Castell' tiene un fruto de tamaño pequeño; forma turbinada breve o turbinada truncada, con cuello muy corto, bastante marcado, asimétrica, y un contorno muy irregular, a veces acostillado; piel ligeramente granulosa, mate o brillante; con color de fondo amarillo limón o amarillo claro, sobre color importante, color del sobre color lavado rojo o rosa, distribución del sobre color chapa / rayas, la chapa de intensidad y extensión variable, rubor de rosa o rojo suavey estriada, presentando un punteado abundante, verdoso sobre el fondo y amarillento en la chapa, "russeting" (pardeamiento áspero superficial que presentan algunas variedades) medio; pedúnculo de longitud medio, fino, algo carnoso en la base, recto o ligeramente curvo, implantado derecho, como incrustado en el fruto al pie de una pequeña gibosidad, cavidad del pedúnculo muy estrecha, con el borde ondulado; anchura de la cavidad calicina amplia y bastante profunda o de anchura y profundidad medias, con el contorno muy irregular con borde ondulado; ojo grande, abierto; sépalos largos, extendidos.
Carne de color amarillento; textura firme, crujiente, granulosa y hasta pedregosa junto al corazón; sabor característico de la variedad, muy dulce y agradable; corazón pequeño, elíptico, muy pedregoso, con frecuencia, en la parte superior se encuentra una especie de corazón secundario de pequeño tamaño con semillas diminutas. Eje corto, de anchura variable, abierto o relleno. Celdillas pequeñas. Semillas de tamaño medio, elípticas, irregulares, casi negras, con frecuencia abortadas.
La pera 'Castell' tiene una época de maduración y recolección muy temprana en la tercera decena de julio (en E.E. de Aula Dei de Zaragoza). Se usa como pera de mesa fresca, y en cocina para hacer compotas.